# Colinsburgh
Colinsburgh ist eine Ortschaft in der schottischen Council Area Fife. Sie liegt etwa zwölf Kilometer südlich von St Andrews und 22 Kilometer nordöstlich von Kirkcaldy in der Region East Neuk.

## Geschichte
Die Geschichte von Colinsburgh ist eng mit der nahegelegenen Länderei Balcarres verknüpft, die zu den Besitztümern des Clans Lindsay zählt. Das dort errichtete Herrenhaus Balcarres House wurde zum Stammsitz der Earls of Balcarres. Colin Lindsay, 3. Earl of Balcarres (1652–1722) ließ das nach ihm benannte Colinsburgh im Jahre 1705 als Plansiedlung errichten. Sie sollte als Wohnstatt pensionierter Soldaten dienen. Nordwestlich wurde rund 50 Jahre später die Villa Charleton House erbaut.
Zwischen 1841 und 1881 sank die Einwohnerzahl Colinsburghs von 482 auf 382 ab. Nachdem im Jahre 1961 noch 425 Einwohner verzeichnet wurden, lebten 2001 nur noch 371 Personen in der Ortschaft.